# American League West
American League West (w skrócie AL West) - jedna z 6 dywizji w Major League Baseball.

## Aktualni członkowie
- Los Angeles Angels
- Oakland Athletics
- Seattle Mariners
- Texas Rangers
- Houston Astros

## Dotychczasowi członkowie

### 1969–1971

#### Członkowie w latach 1969–1971
- Chicago White Sox
- Kansas City Royals
- Los Angeles Angels of Anaheim
- Minnesota Twins
- Oakland Athletics
- Seattle Pilots (od 1970 Millwaukee Brewers)

#### Zmiany w porównaniu do roku 1968
- Powstanie dywizji w wyniku rozszerzenia ligi w 1969 roku

### 1972–1976

#### Członkowie w latach 1972–1976
- Chicago White Sox
- Kansas City Royals
- Los Angeles Angels of Anaheim
- Minnesota Twins
- Oakland Athletics
- Texas Rangers

#### Zmiany w porównaniu do roku 1971
- Washington Senators stali się Texas Rangers i przeniesli z AL East
- Milwaukee Brewers przenieśli się do AL East

### 1977–1993

#### Członkowie w latach 1977–1993
- Chicago White Sox
- Kansas City Royals
- Los Angeles Angels of Anaheim
- Minnesota Twins
- Oakland Athletics
- Seattle Mariners
- Texas Rangers

#### Zmiany w porównaniu do roku 1976
- Seattle Mariners powstali w 1977 roku

### od 1994 do dziś

#### Członkowie od 1994 roku
- Los Angeles Angels of Anaheim
- Oakland Athletics
- Seattle Mariners
- Texas Rangers

#### Zmiany w porównaniu do roku 1993
- Chicago White Sox, Kansas City Royals oraz Minnesota Twins przenieśli się do AL Central po powstaniu trzeciej dywizji

## Mistrzowie AL West rok po roku
| Rok  | Zwycięzca                     | Wynik (Z-P) | %    | Playoff                                      |
| ---- | ----------------------------- | ----------- | ---- | -------------------------------------------- |
| 1969 | Minnesota Twins               | 97-65       | .599 | przegrana w ALCS z Baltimore, 3-0            |
| 1970 | Minnesota Twins               | 98-64       | .605 | przegrana w ALCS z Baltimore, 3-0            |
| 1971 | Oakland Athletics             | 101-61      | .627 | przegrana w ALCS z Baltimore, 3-0            |
| 1972 | Oakland Athletics             | 93-62       | .600 | wygrana w World Series z Cincinnati, 4-3     |
| 1973 | Oakland Athletics             | 94-68       | .580 | wygrana w World Series z New York, 4-3       |
| 1974 | Oakland Athletics             | 90-72       | .556 | wygrana w World Series z Los Angeles, 4-1    |
| 1975 | Oakland Athletics             | 98-64       | .605 | przegrana w ALCS z Boston, 3-0               |
| 1976 | Kansas City Royals            | 90-72       | .556 | przegrana w ALCS z New York, 3-2             |
| 1977 | Kansas City Royals            | 102-60      | .630 | przegrana w ALCS z New York, 3-2             |
| 1978 | Kansas City Royals            | 92-70       | .568 | przegrana w ALCS z New York, 3-1             |
| 1979 | California Angels             | 88-74       | .543 | przegrana w ALCS z Baltimore, 3-1            |
| 1980 | Kansas City Royals            | 97-65       | .599 | przegrana w World Series z Philadelphia, 4-2 |
| 1981 | Oakland Athletics             | 64-45       | .587 | przegrana w ALCS z New York, 3-0             |
| 1982 | California Angels             | 93-69       | .574 | przegrana w ALCS z Milwaukee, 3-2            |
| 1983 | Chicago White Sox             | 99-63       | .611 | przegrana w ALCS z Baltimore, 3-1            |
| 1984 | Kansas City Royals            | 84-78       | .519 | przegrana w ALCS z Detroit, 3-0              |
| 1985 | Kansas City Royals            | 91-71       | .562 | wygrana w World Series z St. Louis, 4-3      |
| 1986 | California Angels             | 92-70       | .568 | przegrana w ALCS z Boston, 4-3               |
| 1987 | Minnesota Twins               | 85-77       | .525 | wygrana w World Series z St. Louis, 4-3      |
| 1988 | Oakland Athletics             | 104-58      | .642 | przegrana w World Series z Los Angeles, 4-1  |
| 1989 | Oakland Athletics             | 99-63       | .611 | wygrana w World Series z San Francisco, 4-0  |
| 1990 | Oakland Athletics             | 103-59      | .636 | przegrana w World Series z Cincinnati, 4-0   |
| 1991 | Minnesota Twins               | 95-67       | .586 | wygrana w World Series z Atlanta, 4-3        |
| 1992 | Oakland Athletics             | 96-66       | .593 | przegrana w ALCS z Toronto, 4-2              |
| 1993 | Chicago White Sox             | 94-68       | .580 | przegrana w ALCS z Toronto, 4-2              |
| 1994 | Texas Rangers                 | 52-62       | .456 | nie było playoffs                            |
| 1995 | Seattle Mariners*             | 79-66       | .545 | przegrana w ALCS z Cleveland, 4-2            |
| 1996 | Texas Rangers                 | 90-72       | .556 | przegrana w ALDS z New York, 3-1             |
| 1997 | Seattle Mariners              | 90-72       | .556 | przegrana w ALDS z Baltimore, 3-1            |
| 1998 | Texas Rangers                 | 88-74       | .543 | przegrana w ALDS z New York, 3-0             |
| 1999 | Texas Rangers                 | 95-67       | .586 | przegrana w ALDS z New York, 3-0             |
| 2000 | Oakland Athletics             | 91-70       | .565 | przegrana w ALDS z New York, 3-2             |
| 2001 | Seattle Mariners              | 116-46      | .716 | przegrana w ALCS z New York, 4-1             |
| 2002 | Oakland Athletics             | 103-59      | .636 | przegrana w ALDS z Minnesota, 3-2            |
| 2003 | Oakland Athletics             | 96-66       | .593 | przegrana w ALDS z Boston, 3-2               |
| 2004 | Anaheim Angels                | 92-70       | .568 | przegrana w ALDS z Boston, 3-0               |
| 2005 | Los Angeles Angels of Anaheim | 95-67       | .586 | przegrana w ALCS z Chicago, 4-1              |
| 2006 | Oakland Athletics             | 93-69       | .574 | przegrana w ALCS z Detroit 4-0               |
| 2007 | Los Angeles Angels of Anaheim | 94-68       | .580 | przegrana w ALDS z Boston 3-0                |

## Zwycięzcy Dzikiej Karty
| Rok  | Zwycięzca         | Wynik (Z-P) | %    | Mecze Straty | Playoffs                                    |
| ---- | ----------------- | ----------- | ---- | ------------ | ------------------------------------------- |
| 2000 | Seattle Mariners  | 91-71       | .562 | .5           | przegrana w ALCS z New York, 4-2            |
| 2001 | Oakland Athletics | 102-60      | .630 | 14           | przegrana w ALDS z New York, 3-2            |
| 2002 | Anaheim Angels    | 99-63       | .611 | 4            | wygrana w World Series z San Francisco, 4-3 |

## Liczba zwycięstw w AL West
| Drużyna                       | Liczba zwycięstw | Rok ostatniego zwycięstwa |
| ----------------------------- | ---------------- | ------------------------- |
| Oakland Athletics             | 14               | 2006                      |
| Kansas City Royals            | 6                | 1985                      |
| Los Angeles Angels of Anaheim | 6                | 2007                      |
| Minnesota Twins               | 4                | 1991                      |
| Seattle Mariners              | 3                | 2001                      |
| Texas Rangers                 | 3                | 1999                      |
| Chicago White Sox             | 2                | 1993                      |